# Cremastus nevadensis
Cremastus nevadensis är en stekelart som beskrevs av Dasch 1979. Cremastus nevadensis ingår i släktet Cremastus och familjen brokparasitsteklar. Inga underarter finns listade i Catalogue of Life.